# 竹本純平
竹本 純平（たけもと じゅんぺい、1950年12月8日 - ）は、日本の俳優、声優。福岡県田川市出身。演劇集団 円会員（演技部）。

## 人物
福岡県立田川高等学校卒業。
特技はアクアラング。

## 出演

### 映画
- ズームアップ 卒業写真（1983年） - 伊東
- 病院へ行こう（1990年）
- タイムレス・メロディ（2000年） - 中村
- 母べえ（2008年）
- ハゲタカ（2009年）
- カムイ外伝（2009年）
- 愛国女子—紅武士道（2022年、日活） - 日本救済会議役員 役

### テレビドラマ
NHK
- 連続テレビ小説
  - はね駒（1986年） - 執達吏・佐々木
  - 君の名は（1991年）
  - ゲゲゲの女房（2010年）
  - 梅ちゃん先生（2012年）
  - 花子とアン（2014年）
- 大河ドラマ
  - 義経（2005年）
  - 風林火山（2007年） - 上杉朝定 役
  - 龍馬伝（2010年）
  - 平清盛（2011年）
- 松本清張ドラマスペシャル・顔（2009年）
- はつ恋（2012年）
- 負けて、勝つ 〜戦後を創った男・吉田茂〜（2012年）
- いつか陽のあたる場所で（2013年）
- スリル!〜赤の章・黒の章〜（2017年） - 津村誠 役
- 東京サラダボウル 第5話（2025年） - 松村南 役

日本テレビ
- 気まぐれ本格派（1977年）
- 火曜サスペンス劇場
  - 「L特急さざなみ7号で出会った女」（1988年）
  - 「わが町 1」（1992年）
  - 「松本清張スペシャル・影の地帯」（1993年）
  - 「名無しの探偵 9」（1993年）
  - 「森村誠一の無医村の神」（1993年）
  - 「九門法律相談所」
    - 第3作（1995年） - 白木刑事 役
    - 第9作（1999年） - 深沢刑事 役

  - 「地方記者 立花陽介 10」（1997年）
  - 「弁護士・朝日岳之助 12」（1999年）
  - 「指名手配 4」（2001年） - 三島孝 役
  - 「年下のひと」（2005年）
- ストーカー 逃げきれぬ愛（1997年）
- 女医 NOTHING LASTS FOREVER（1999年）
- OUT〜妻たちの犯罪〜（1999年）
- ストレートニュース（2000年）
- サイコドクター（2002年）
- ナースマンがゆく（2004年） - レギュラー
- 87%（2005年）
- ひめゆり隊と同じ戦火を生きた少女の記録 最後のナイチンゲール（2006年）
- 美丘-君がいた日々-（2010年）

TBS
- 噂の刑事トミーとマツ
  - 第1シリーズ（1981年）
  - 第2シリーズ（1982年）
- 啜り泣く石（1984年）
- 代議士の妻たちII（1989年）
- 月曜ドラマスペシャル
  - 「松本清張作家活動40周年記念ドラマスペシャル・西郷札」（1991年）
- 月曜ゴールデン
  - 「弁護士高見沢響子 2」（1999年）
  - 「十津川警部シリーズ 43」（2010年） - 近藤博之 役
  - 「捜し屋★諸星光介が走る! 5」（2010年）
  - 「浅見光彦シリーズ 29」（2010年）
  - 「警視庁心理捜査官・明日香 3」（2013年） - 大根太郎 役
- こちら第三社会部（2001年）
- 特命!刑事どん亀（2006年）
- 水戸黄門
  - 第38部（2008年） - 権蔵 役
  - 第39部（2009年） - 赤間の勘造 役
- 夫婦道 2（2009年）
- ハンチョウ〜神南署安積班〜 2（2010年） - 日下等 役
- ハンチョウ〜警視庁安積班〜 6（2013年） - 竹本順次 役

フジテレビ
- 逢えるかも知れない（1976年）
- 大空港 第34話（1979年） - 五代の部下
- 騎馬奉行（1980年）
- 牢獄の花嫁（1981年）
- スタア誕生（1985年） - レギュラー
- 一日だけの殺し屋（1986年）
- ブルースはお好き（1989年）
- 雨の脅迫者（1990年）
- 裸の大将放浪記（1991年）
- 仕掛人 藤枝梅安（1991年）
- 経理課・峯松係長の犯罪（1992年）
- しあわせ家族（1992年）
- 金曜エンタテイメント
  - 「鍵師」
    - 「鍵師 1」（1993年）
    - 「鍵師 2」（1994年）

  - 「英二ふたたび（1997年）
  - 「名探偵 明智小五郎4 吸血鬼」（1999年）
  - 「信濃のコロンボ事件ファイル（堺正章版）
    - 「信濃のコロンボ事件ファイル 2」（1999年）
    - 「信濃のコロンボ事件ファイル 3」（2000年）
- この世の果て（1994年）
- 寿司、食いねェ! 3（1996年）
- 救命病棟24時（1999年）
- ショカツ（2000年）
- 花村大介（2000年）
- ライオン午後のサスペンス
  - 「おもろい夫婦事件帖 1」（2001年）
- 金曜プレステージ
  - 「おばさんデカ 桜乙女の事件帖 15」（2007年）
  - 「事件記者 〜警視庁記者クラブ〜」（2008年）
  - 「警部補・元山純平〜オルゴール連続殺人事件〜」（2011年）
- 霧に棲む悪魔（2011年）
- ラッキーセブン（2012年）
- 土曜プレミアム
  - 「「黄金のバンタム」を破った男〜ファイティング原田物語〜」（2014年）
- 癒し屋キリコの約束（2015年） - 小出太郎 役

テレビ朝日
- 土曜ワイド劇場
  - 「松本清張の溺れ谷」（1983年）
  - 「替え玉結婚式殺人事件」（1992年）
  - 「美人殺しシリーズ 14」（1993年）
  - 「秋の殺人者 再会がもたらす夫婦の危機」（1995年）
  - 「少女Aの殺人」（1995年）
  - 「新・棟居刑事シリーズ 2」（2007年）
  - 「法医学教室の事件ファイル 31」（2010年）
  - 「100の資格を持つ女〜ふたりのバツイチ殺人捜査〜 7」（2013年） - 権田克信 役
  - 「ショカツの女〜新宿西署・刑事課強行犯係 8」（2013年） - 柴田
  - 「司法教官・穂高美子 3」（2014年）
- 特捜最前線（1984年）
- 私鉄沿線97分署（1986年） - 少年院教官
- 日曜プライム
  - 「おかしな刑事21」（2019年） - 平沢勘一 役
- 豆腐屋直次郎の裏の顔（1992年）
- はぐれ刑事純情派
  - はぐれ刑事純情派 VII（1994年） - 今村健二 役
  - はぐれ刑事純情派 新春スペシャル（1999年）
- 仮面ライダーアギト（2001年） - 葦原和雄 役
- 相棒
  - （2006年） - 末次朝雄 役
  - season23（2025年） - 米本社長 役
- 遠山の金さん（2007年）
- 警官の血（2009年）
- 警視庁・捜査一課長（2016年）
- やすらぎの刻〜道（2019年） - 新田のじいさん 役
- ハヤブサ消防団 第2話（2023年） - 杉本瑛二 役

テレビ東京
- 青春の門（1991年）
- 恐怖劇場'92（1992年）
- 女と愛とミステリー
  - 「監察医・篠宮葉月 死体は語る 1」（2001年）
  - 「優雅な悪事 1」（2001年）
  - 「ノサップ岬の女」（2002年）
- 水曜ミステリー9
  - 「介護ヘルパー紫雨子の事件簿2」（2013年） - 山根鑑識官 役
- 月曜プレミア8
  - 「再雇用警察官1」（2020年） - 松崎純一 役
- 新春ワイド時代劇
  - 「壬生義士伝〜新選組でいちばん強かった男〜（2002年）
- 愛と青春のドラマスペシャル 姿三四郎（2007年）
- 風の少年〜尾崎豊 永遠の伝説〜（2011年）

WOWOW
- ドラマW
  - 「CO 移植コーディネーター」（2011年）

### バラエティ
- ダウンタウンのごっつええ感じ（1993年、フジテレビ） - おでん屋の客 役(「木瓜の花」第9回)

### 舞台
- 誰彼のリチャード三世号
- 夜叉ヶ池
- まちがいつづき
- 雰囲気のある死体
- リチャード三世
- マクベス
- 十二夜
- 蔵のある家
- 宙をつかむ
- 囁谷シルバー男声合唱団
- もとの黙阿弥
- 橋
- 錬金術師
- 佐々木先陣

### 劇場アニメ
- ハーモニー（2015年） - 老人[7]

### 吹き替え
- 戦争と平和
- ワンダー・ボーイズ

### ラジオ
- 青春アドベンチャー
  - 蜩ノ記（2012年） - 万治